# Campsicnemus nigripes
Campsicnemus nigripes är en tvåvingeart som beskrevs av Van Duzee 1917. Campsicnemus nigripes ingår i släktet Campsicnemus och familjen styltflugor. Inga underarter finns listade i Catalogue of Life.